# ベレンの塔
ベレンの塔はリスボンのベレン地区にある塔で、「リスボンのジェロニモス修道院とベレンの塔」の構成資産として世界遺産リストに登録されている。16世紀にマヌエル1世によって作られたテージョ川の船の出入りを監視する目的の要塞である。建築様式はマヌエル様式である。

## ギャラリー

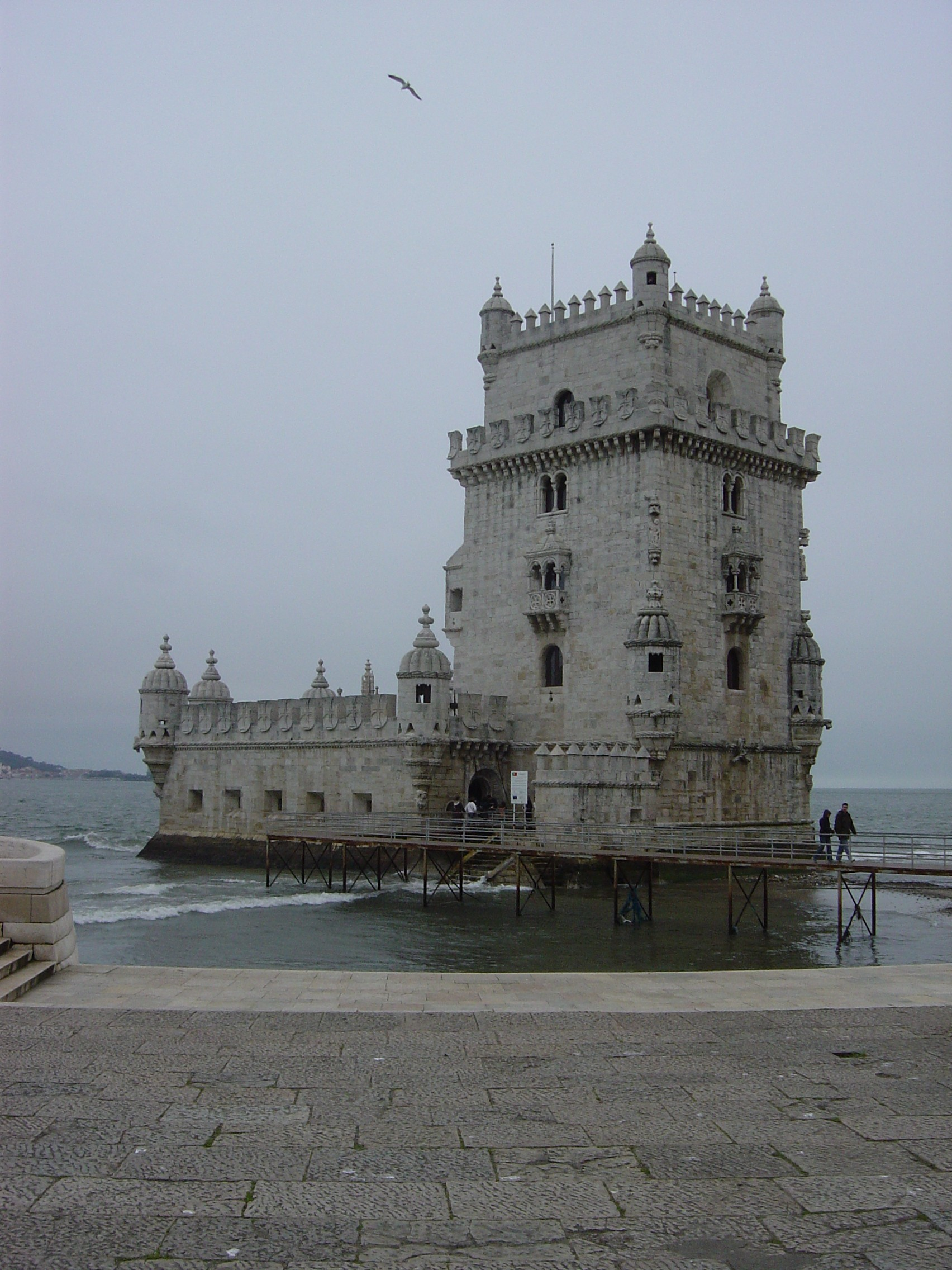
外観(遠隔)
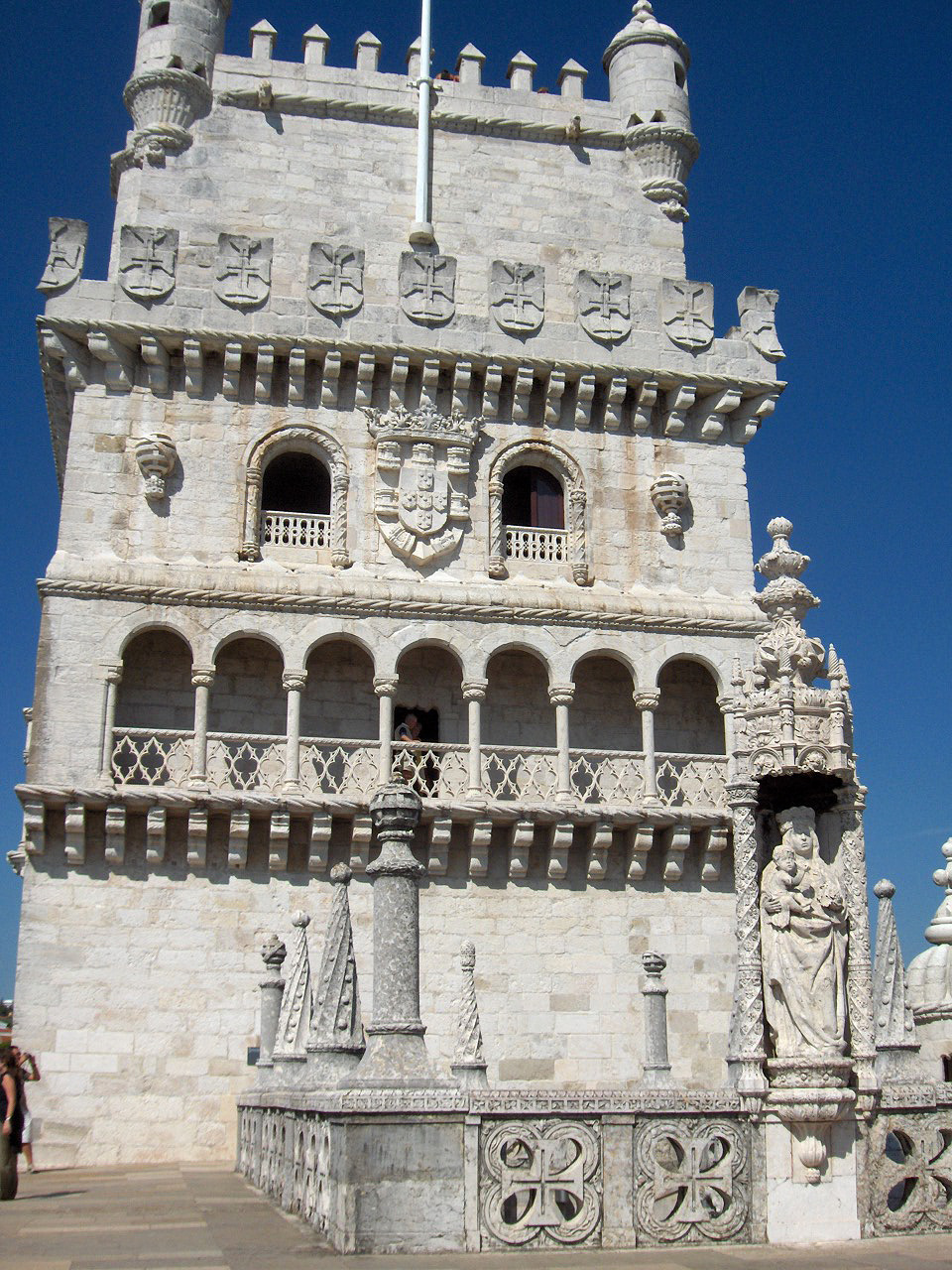
外観(近接)
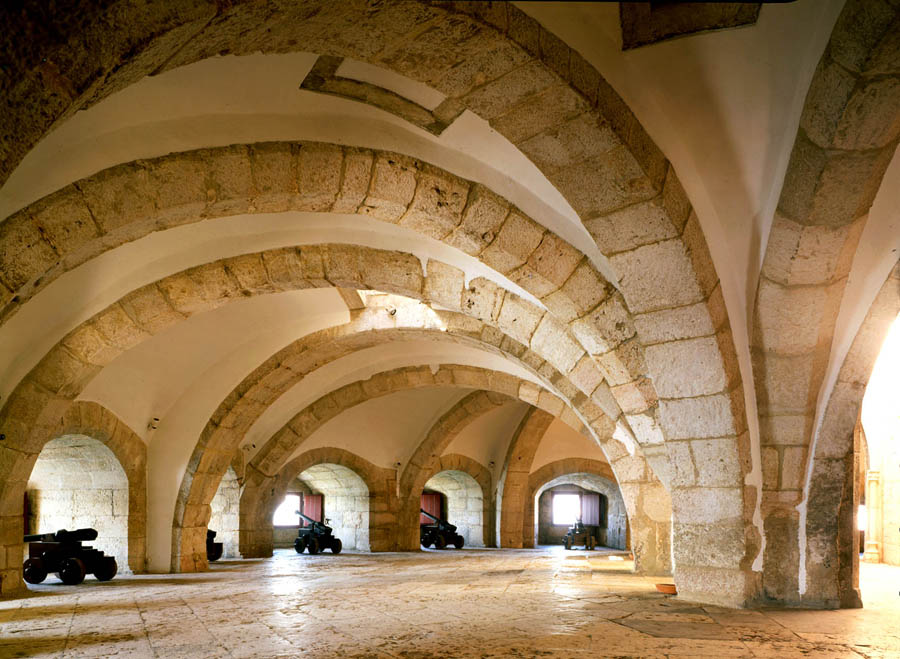
砲郭
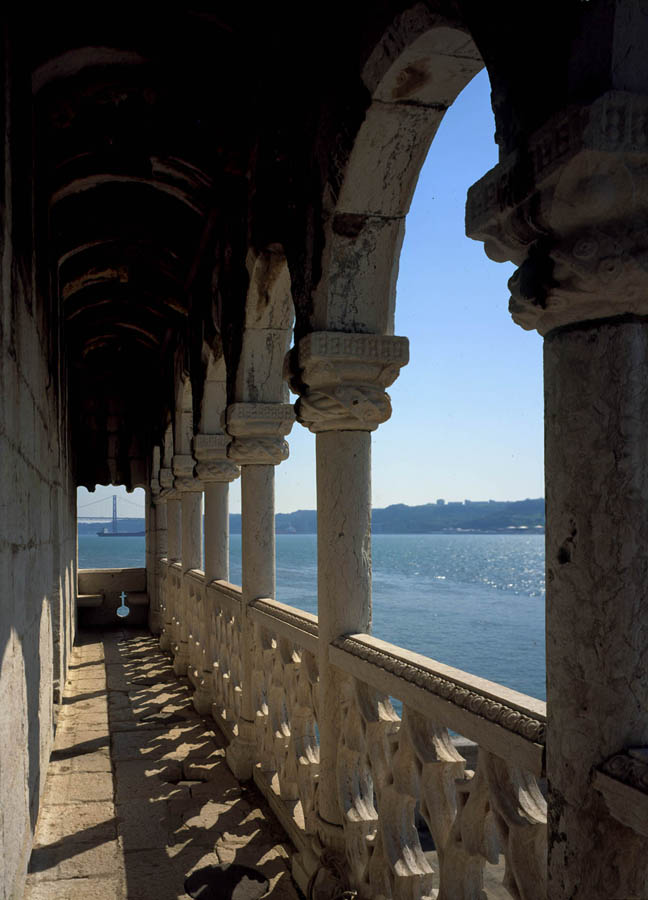
テージョ川を望む

座標: 北緯38度41分30秒 西経9度12分57秒 / 北緯38.69167度 西経9.21583度